# Samuel J. Kirkwood
Samuel Jordan Kirkwood, född 20 december 1813 i Harford County, Maryland, död 1 september 1894 i Iowa City, Iowa, var en amerikansk republikansk politiker. Han var guvernör i delstaten Iowa 1860-1864 och 1876-1877. Han representerade Iowa i USA:s senat 1866-1867 och 1877-1881. Han tjänstgjorde sedan som USA:s inrikesminister 1881-1882.
Kirkwood flyttade 1835 till Ohio. Han arbetade som lärare fram till 1840. Han studerade sedan juridik och inledde 1843 sin karriär som advokat i Mansfield, Ohio. Han var åklagare för Richland County, Ohio 1845-1849. Han flyttade 1855 till Iowa.
Kirkwood besegrade demokraten Augustus C. Dodge i guvernörsvalet i Iowa 1859. Han omvaldes 1861. Kirkwood tackade 1863 nej till att bli chef för USA:s diplomatiska beskickning i Danmark. Han efterträddes 1864 som guvernör av William M. Stone.
Senator James Harlan avgick 1865 för att tillträda som USA:s inrikesminister. Kirkwood tillträdde 13 januari 1866 som senator och satte i senaten fram till slutet av Harlans mandatperiod. Därefter arbetade han igen som advokat och som chef för järnvägsbolaget Iowa and Southwestern Railroad Company.
Kirkwood besegrade demokraten Shepherd Leffler i guvernörsvalet 1875. Han efterträdde Cyrus C. Carpenter som guvernör i januari 1876. Senator George G. Wright bestämde sig för att inte kandidera till omval i senatsvalet 1877. Kirkwood avgick som guvernör för att efterträda Wright i senaten. Han avgick sedan 1881 som senator för att tillträda som inrikesminister. Han efterträddes följande år som minister av Henry Moore Teller.
Kirkwoods grav finns på Oakland Cemetery i Iowa City. En staty av Kirkwood finns i National Statuary Hall Collection i Kapitoliumbyggnaden.